# Маемиров, Асхат Максимович
Асхат Максимович Маемиров (род. 12 марта 1974; село Сарой, Сырымский район, Западно-Казахстанская область, Казахская ССР) — казахстанский театральный режиссёр, театральный педагог, доктор философии (PhD) по искусствоведение 

 (2015). Заслуженный деятель Казахстана (2015).
Ректор Казахской Национальной академии искусств им. Т. Жургенова (с 15 ноября 2018 года по 29 августа 2019 года).

## Биография
Родился 12 марта 1974 года в Саройском сельском округе Сырымского района Западно-Казахстанской области.
В 1995 году окончил филологический факультет Уральского педагогического института им. А. С. Пушкина по специальности филолог.
В 1996 году окончил класс народного артиста Казахстана, профессора Маман Байсеркенова по специальности «Режиссер драматического театра» Казахской национальной академии искусств имени Т. К. Жургенова.
В 2008 году прошел обучение по магистратуре в престижнейшем университете Сорбонны, и прошел стажировку в Парижской национальной консерватории драматического искусства во Франции.
В 2010 году получил степень магистра по специальности режиссер в Российской академии театрального искусства — ГИТИСе.
В 2015 году получил учёную степень доктор философии (PhD) по искусствоведение в Казахской национальной академии искусств имени Т. К. Жургенова.

## Семья
Жена — Нургул Бекетовна Маемирова (1975 г.р) магистр педагогических наук, старший преподаватель Казахского национального университета искусств. Сын — Абзалбек Асхатович Максим (1993 г.р) — магистр искусствоведческих наук, актёр Казахского национального театра драмы М.Ауэзова, сноха — Ботагоз Ерлановна Максим (1997 г.р) — актриса театра кукол. Внучка — Айзере Абзалбековна Асхат (2018 г.р), Внук — Динмухаммед Абзалбекович Асхат (2021 г.р). Сын — Рустам Асхатович Асхат (2005 г.р).

## Трудовая деятельность
В разные годы работал главным режиссёром Западно-Казахстанского областного центра народного творчества, заведующим отделением «Актерское искусство» Уральского музыкального колледжа им. Курмангазы, режиссером Западно-Казахстанского областного казахского драматического театра, деканом факультета «Театральное искусство» Казахской национальной академии искусств им. Т.Жургенова, вице-президентом АО «Фонд духовного развития Казахстана», а также президентом АО «Қазақ әуендері».
С 2014 года по настоящее профессор кафедры «Музыкальный театр» Казахской Национальной академии искусств.
С 12 мая 2017 по 12 февраля 2018 годы — Генеральный директор государственного концертного объединения «Казахконцерт».
С 12 февраля 2018 по 15 ноября 2018 годы — Директор Казахского государственного академического театра драмы имени М. О. Ауэзова.
С 15 ноября 2018 по 29 августа 2019 годы — Ректор Казахской Национальной академии искусств им. Т. Жургенова.
С 3 октября 2019 по 1 октября 2020 годы — директор Казахского государственного академического музыкально-драматического театра имени Калибека Куанышбаева.
С 1 октября 2020 года — директор Музыкального театра юного зрителя акимата города Нур-Султан.

## Награды и звания
- Указом Президента Республики Казахстан присвоено почётное звание «Қазақстанның еңбек сіңірген қайраткері» — за заслуги в казахском театральном искусстве (7 декабря 2015 года).[7][8]
- Медаль «20 лет Конституции Республики Казахстан» (2015)
- Медаль «25 лет независимости Республики Казахстан» (2016)
- Юбилейная медаль «20 жыл Астана» (2018)
- Лауреат премии Фонда Первого Президента Республики Казахстан — Лидера Нации (2015) — Премия за постановку психологической пьессы Э. Олби «Случай в зоопарке»[9]
- Почётный гражданин Сырымского района Западно-Казахстанской области (29 сентября 2018 года).